# Vanda Vieira-Schmidt

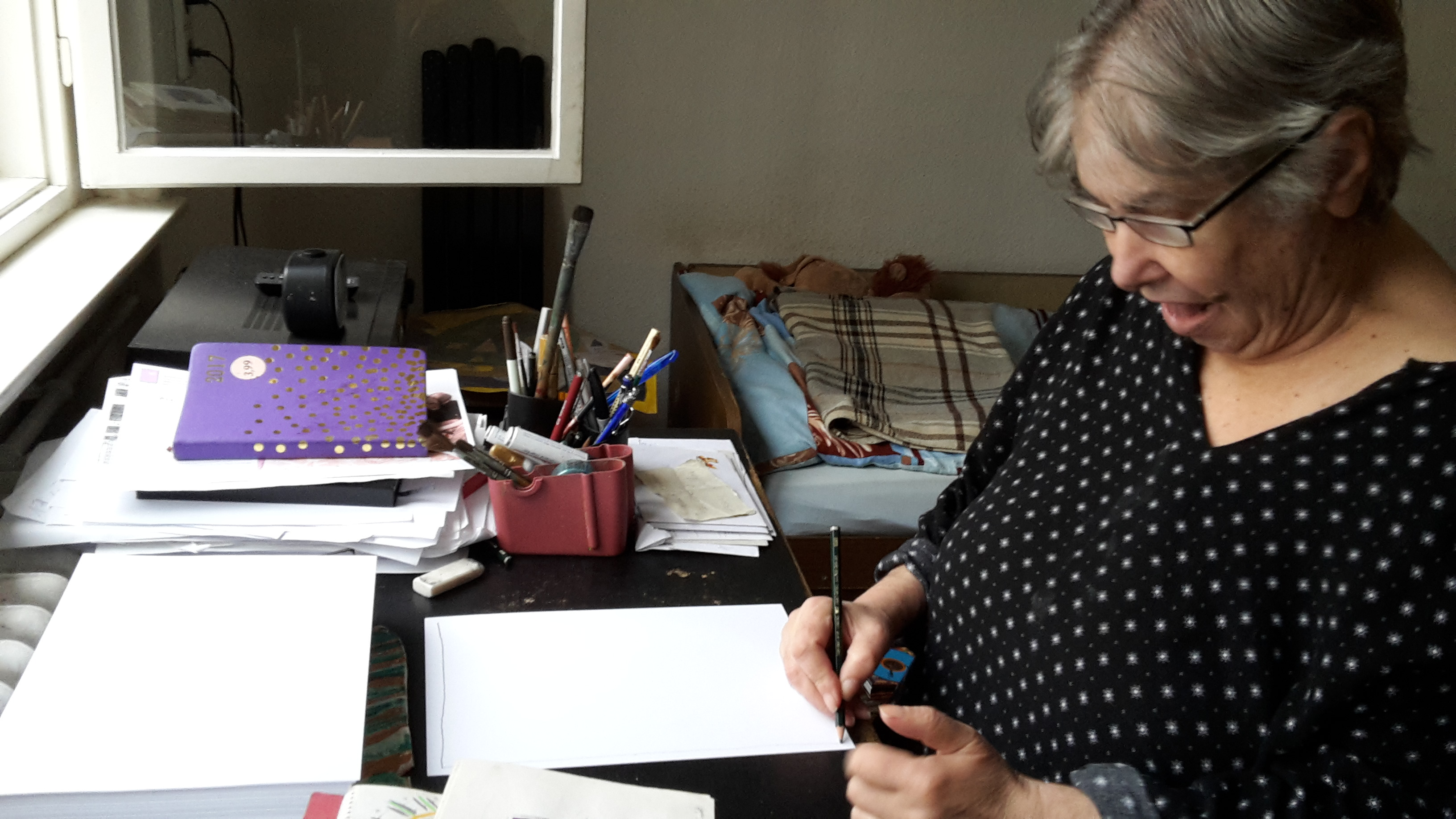
Vanda Vieira-Schmidt (2017)

Vanda Vieira-Schmidt (* 19. November 1949 in Berlin; † 31. August 2023 in Berlin) war eine deutsche Art-brut-Malerin und eine Konzeptkünstlerin.

## Leben

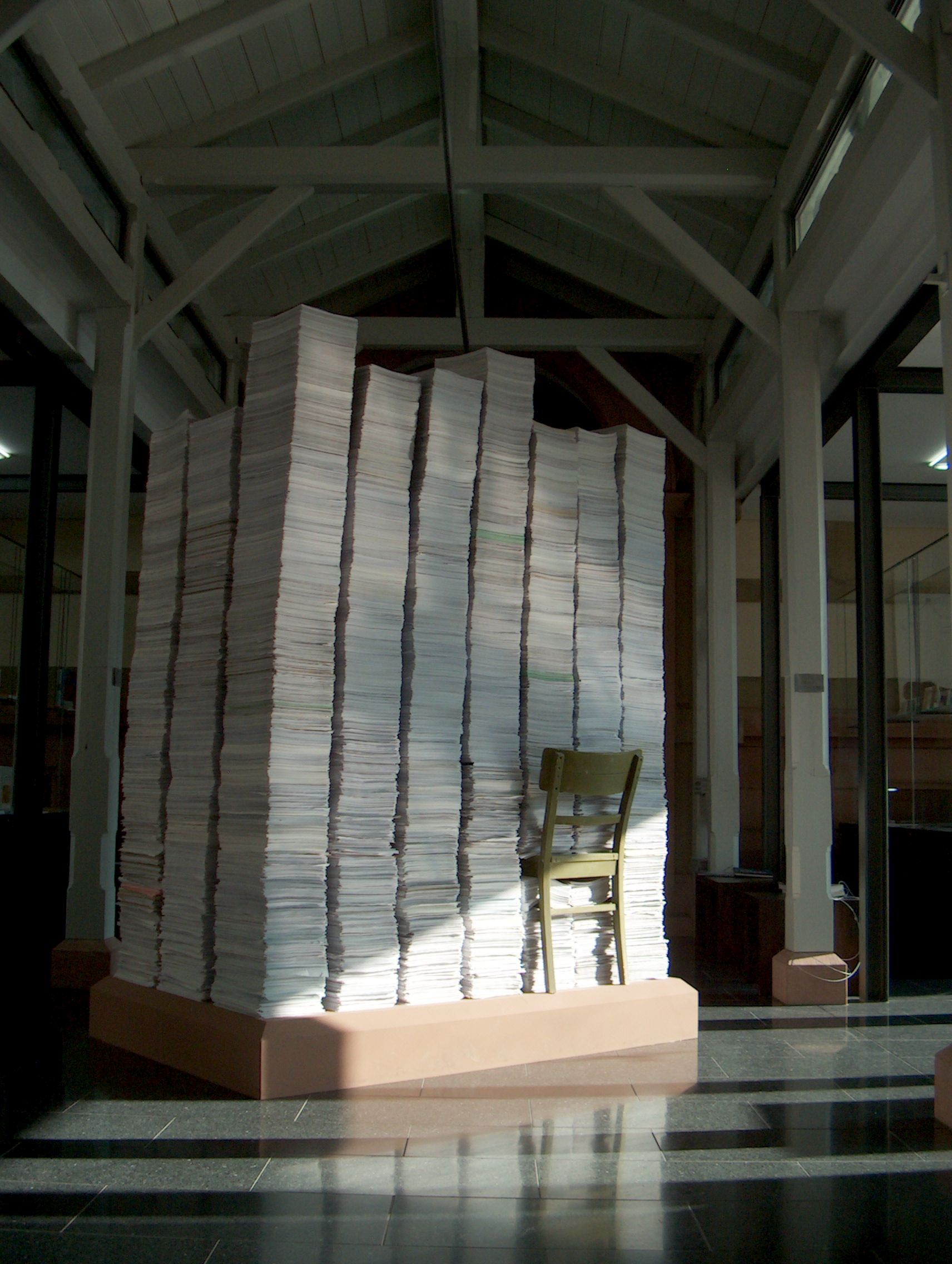
Vanda Vieira-Schmidt: Skulptur Weltrettungsprojekt (2005)

Vieira-Schmidt wurde 1949 in Berlin geboren, wuchs mit neun Geschwistern auf Madeira auf und zog mit siebzehn oder achtzehn Jahren wieder nach Berlin. Nach einer Ausbildung war sie als Kosmetikerin tätig, später eröffnete sie ein portugiesisches Restaurant. Als es 1990 geschlossen wurde, durchlitt sie schwere psychische Krisen. Seit 1995 lebte sie in stationär betreuten Wohneinrichtungen. Sie starb am 31. August 2023 friedlich im Schlaf.

## Werk

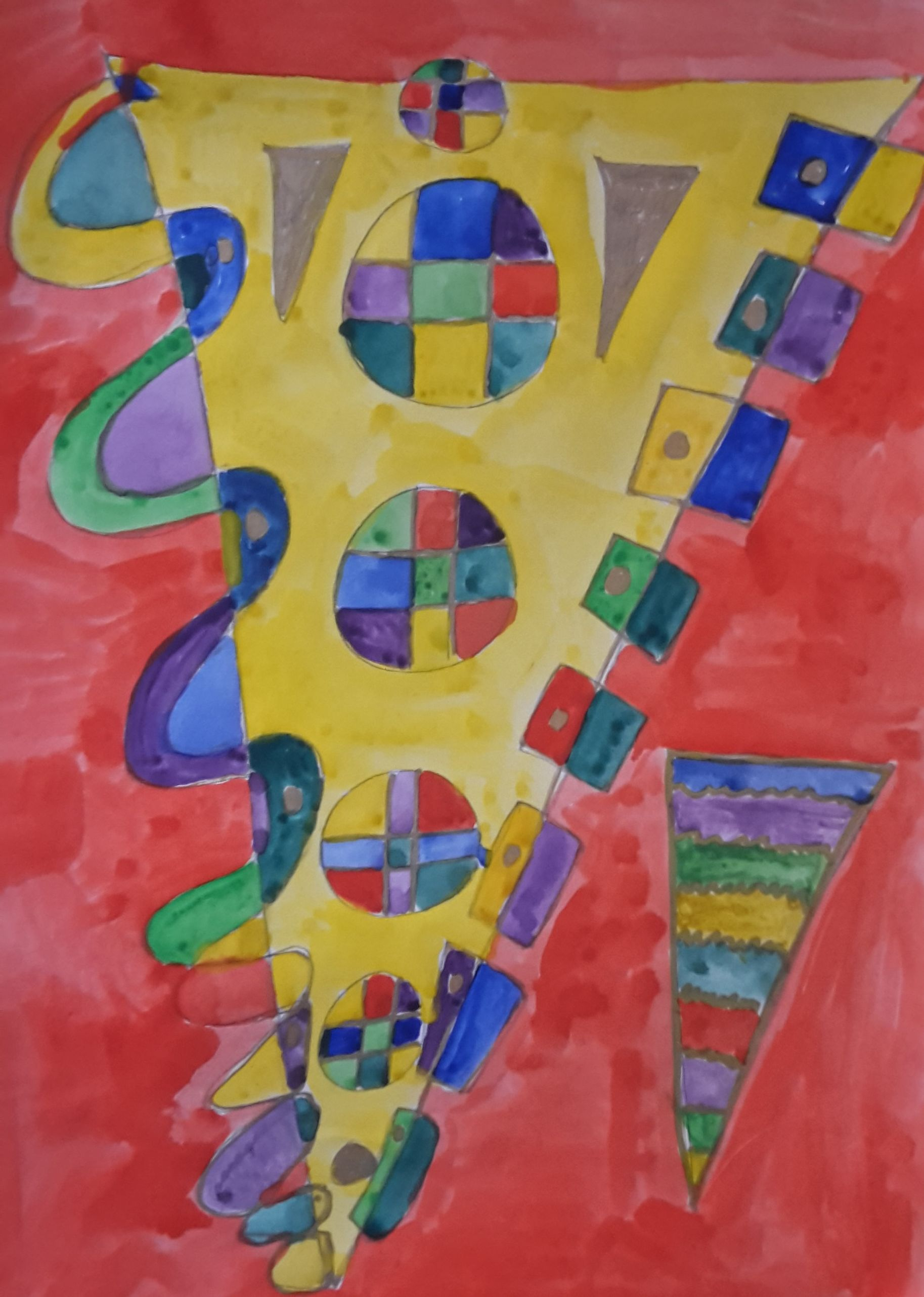
Vanda Vieira-Schmidt: Blatt aus dem Weltrettungsprojekt (2017)

Vanda Vieira-Schmidt malte und zeichnete nach eigenen Aussagen gegen „das Böse“ in der Welt an. Sie kam relativ spät zum künstlerischen Schaffen, entwickelte aber zügig eine eigene künstlerische Sprache. Mit ihren Bildformulierungen überzog sie seit Mitte der 1990er Jahre täglich zahllose DIN A4-Blätter mit magischen Motiven, Zeichen, Mustern und Zahlen. Jeden Tag entstanden ungefähr 10 bis 100 Aquarelle und Zeichnungen, teilweise sogar 1.000 am Tag.
Ihr Werk nannte sie „Weltrettungsprojekt“. Bis 2005 war ein Kubus von geschätzten 500.000 bis 700.000 gestapelten Blättern entstanden. Das entspricht einem ungefähren Gewicht von circa drei Tonnen Papier. Sie wollte daran solange weiterarbeiten, „bis der von ihr ersehnte, umfassende Frieden auf Erden Wirklichkeit ist, der erst ihr „Weltrettungsprojekt“ überflüssig macht“.
2005 musste sie aus ihrer Wohnung im Betreuten Wohnen ausziehen. Im Keller stapelten sich eine Unmenge an Blättern sowie ein Stuhl, ein Tisch, ein Prosa-Stück und ein Prospekt von Madeira. Es drohte, dass die Arbeiten weggeworfen werden, weil kein Platz in dem neuen Quartier war. Ihre Betreuerin wandte sich in ihrer Ratlosigkeit an die Sammlung Prinzhorn, die sofort den künstlerischen Wert der Arbeit einzuschätzen wusste. Thomas Röske bot an, die Arbeiten vorübergehend im Foyer in der Sammlung Prinzhorn auszustellen (2005–2008).
Er suchte aber auch gleichzeitig nach einem festen Standort, wo das Werk verweilen könnte. Diesen fand er im Militärhistorischen Museum der Bundeswehr in Dresden. Seit der Neueröffnung des Museums 2011 ist dort im obersten Stock des Umbaus von Daniel Libeskind ein fester Verbleib im Themenbereich „Krieg und Gedächtnis“ gesichert.
2008 hatte ihr „Weltrettungsprojekt“ Premiere in der Kunstwelt. Das Museum Bochum stellte den Kubus im Rahmen der Ausstellung The Message. Das Medium als Künstler aus, die erstmalig Malerei, Zeichnung, Fotografie und Installation zeigte, die seit 1850 im Umfeld mediumistischer Praktiken entstanden waren. 2016 war Vieira-Schmidt in der Ausstellung The Keeper im New Museum in New York vertreten. Die Ausstellung unter der kuratorischen Leitung von Massimiliano Gioni beschäftigte sich mit der Beziehung zwischen Kunst und psychischen Erkrankungen, indem mehrere Künstler einbezogen wurden, die an psychotischen Störungen gelitten hatten. Das amerikanische Kunstmagazin ArtPulse beschrieb Vieira-Schmidts hoch aufragende Stapel weißer Papierblätter, die alle mit Mustern und Symbolen bedeckt sind, als „Beispiel für ein einzigartiges Ergebnis, das durch psychologische Kämpfe entsteht“.

## Ausstellungen (Beteiligung)
- 2007: Ausstellung in der Sammlung Prinzhorn, Heidelberg
- 2008: The Message. Das Medium als Künstler, Museum Bochum
- 2009: Vanda Vieira-Schmidt. Sind wir noch zu retten? Kleisthaus in Berlin[10]
- Seit 2011: Weltrettungsprojekt  Dauerleihgabe im Militärhistorischen Museum Dresden[11]
- 2014: Krieg und Wahnsinn. Kunst aus der Zivilen Psychiatrie zu Militär und 1. Weltkrieg. Werke der Sammlung Prinzhorn, Militärhistorisches Museum der Bundeswehr Dresden
- 2016: The Keeper, New Museum of Contemporary Art in New York[12]
- 2021: Chance and Necessity and ..., 3331 Arts Chiyoda, Tokio, Japan[13]

## Publikationen
- Hartmut Lück, Dieter Senghaas (Hrsg.): Den Frieden komponieren? Illustriert mit Werken der Künstlerin Vanda Vieira-Schmidt. Schott Music, Mainz 2010, ISBN 978-3-7957-0726-2, S. 128.

## Ausstellungskataloge
- Katja Protte: Krieg und Wahnsinn. Outsider Art im Militärhistorischen Museum der Bundeswehr [MHM], in: Ausstellungskatalog Krieg und Wahnsinn, Kunst aus der zivilen Psychiatrie zu Militär und I. Weltkrieg. Werke der Sammlung Prinzhorn, Sammlung Prinzhorn Heidelberg 2014, hrsg. v. Sabine Hohnholz, Thomas Röske, Maike Rotzoll, Verlag Wunderhorn, Heidelberg 2014, ISBN 978-3-88423-481-5, S. 18–23, hier S. 19–20, Abb. S. 20.
- The Keeper. Katalog der Ausstellung im New Museum, hrsg. von Massimiliano Gioni, Natalie Bell, New York 2016, ISBN 978-0-915557-12-7, S. 258–263 und Umschlagseiten.